# مورافا (سيجارة)
مورافا هي علامة تجارية صربية للسجائر كانت تمتلكها و تصنعها عمليات فيليب موريس .

## تاريخ
أسست شركة موراڤا في الجمهورية الاشتراكية الصربية و سميت بهذا الاسم بسبب نهر مورافا، الذي كانت تُسَلَّم غالبية السجائر عن طريقه. كان التدخين محظورًا في ذلك الوقت، ولكن بعد الاحتجاجات، تم تعديل القانون لمنع فقط زراعة التبغ. بعد النقص الكبير، تم توقيع عقد مع شركة فيليب موريس البريطانية لاستيراد السجائر المصنعة مسبقًا، مما سمح لمورافا بتوفير ما يكفي من السجائر تقريبًا للبلاد بأكملها. استخدمت الشركة نفس النهر الذي سُمِّيَت بسببه لنقل البضائع.  كانت موراڤا واحدة من أفضل العلامات التجارية مبيعًا في السوق اليوغوسلافي، وكانت واحدة من العلامات التجارية القليلة للسجائر (جنبًا إلى جنب مع درينا) التي نجت بعد انهيار يوغوسلافيا. تم وقف تصنيع أخر نوع من السجائر لمورافا في نهاية المطاف بعد عام ٢٠٠٥ بسبب ضعف المبيعات. 

## الأسواق
كانت تُباع موراڤا في الدول التالية: النمسا، مملكة يوغوسلافيا، جمهورية يوغوسلافيا الاتحادية الاشتراكية، جمهورية سلوفينيا الاشتراكية، جمهورية البوسنة والهرسك الاشتراكية، جمهورية صربيا الاشتراكية و جمهورية صربيا (١٩٩٢-٢٠٠٦).   

## أنظر أيضا
- تدخين التبغ

1. ↑  "Kako smo popušili domaće cigarete". Vreme.com. 14 يونيو 2012. مؤرشف من الأصل في 2022-08-27. اطلع عليه بتاريخ 2018-06-04.
2. ↑  "Duvanska industrija Niš započinje proizvodnju cigareta Marlboro u svim pakovanjima i dužinama". Ekapija.com. مؤرشف من الأصل في 2017-12-25. اطلع عليه بتاريخ 2018-06-04.
3. ↑  "Morava". Zigsam.at. مؤرشف من الأصل في 2022-08-10. اطلع عليه بتاريخ 2018-06-04.
4. ↑  "Duvanska industrija Niš započinje proizvodnju cigareta Marlboro u svim pakovanjima i dužinama". Ekapija.com. مؤرشف من الأصل في 2017-12-25. اطلع عليه بتاريخ 2018-06-04.
5. ↑  "Kako smo popušili domaće cigarete". Vreme.com. 14 يونيو 2012. مؤرشف من الأصل في 2022-08-27. اطلع عليه بتاريخ 2018-06-04.
6. ↑  "Morava". Zigsam.at. مؤرشف من الأصل في 2022-08-10. اطلع عليه بتاريخ 2018-06-04.
7. ↑  "Brands". Cigarety.by. مؤرشف من الأصل في 2023-04-24. اطلع عليه بتاريخ 2018-06-04.
8. ↑  "Brands". Cigarety.by. مؤرشف من الأصل في 2023-04-04. اطلع عليه بتاريخ 2018-06-04.